# 腎盤
腎盤（じんばん、英: renal pelvis）あるいは腎盂（じんう）、腎躼（じんさ）とは、腎臓において尿管である集合管もしくは輸尿管と隣接して存在する腎臓内の器官である。
腎盤は大腎杯の集合部である。腎盤周囲の各腎乳頭は腎杯と呼ばれる。
腎盤の主要な機能は、細尿管から集合管へと運ばれた尿を輸尿管に運ぶ機能である。

## 画像

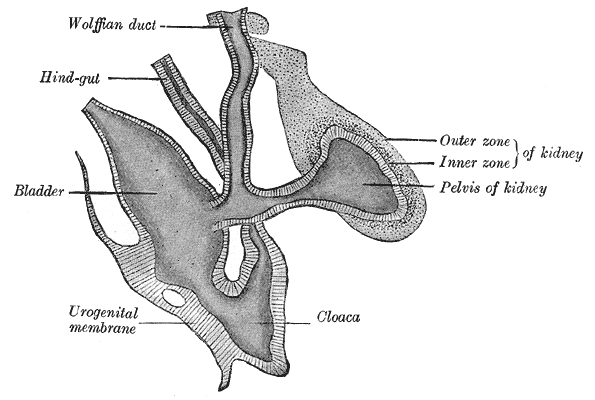

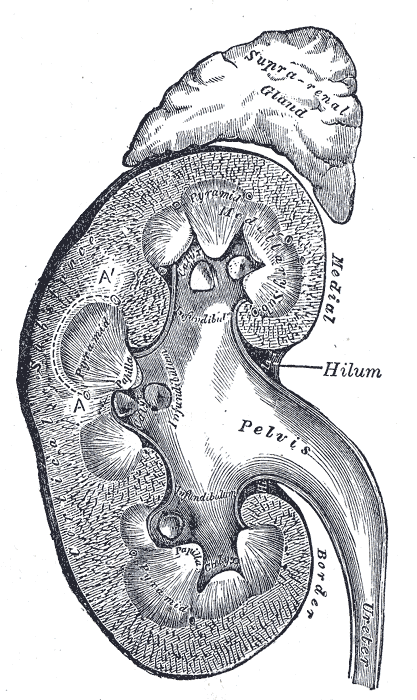

https://f.yourl.jp/e00fd07b/